# Lista de instituições de ensino de Macapá

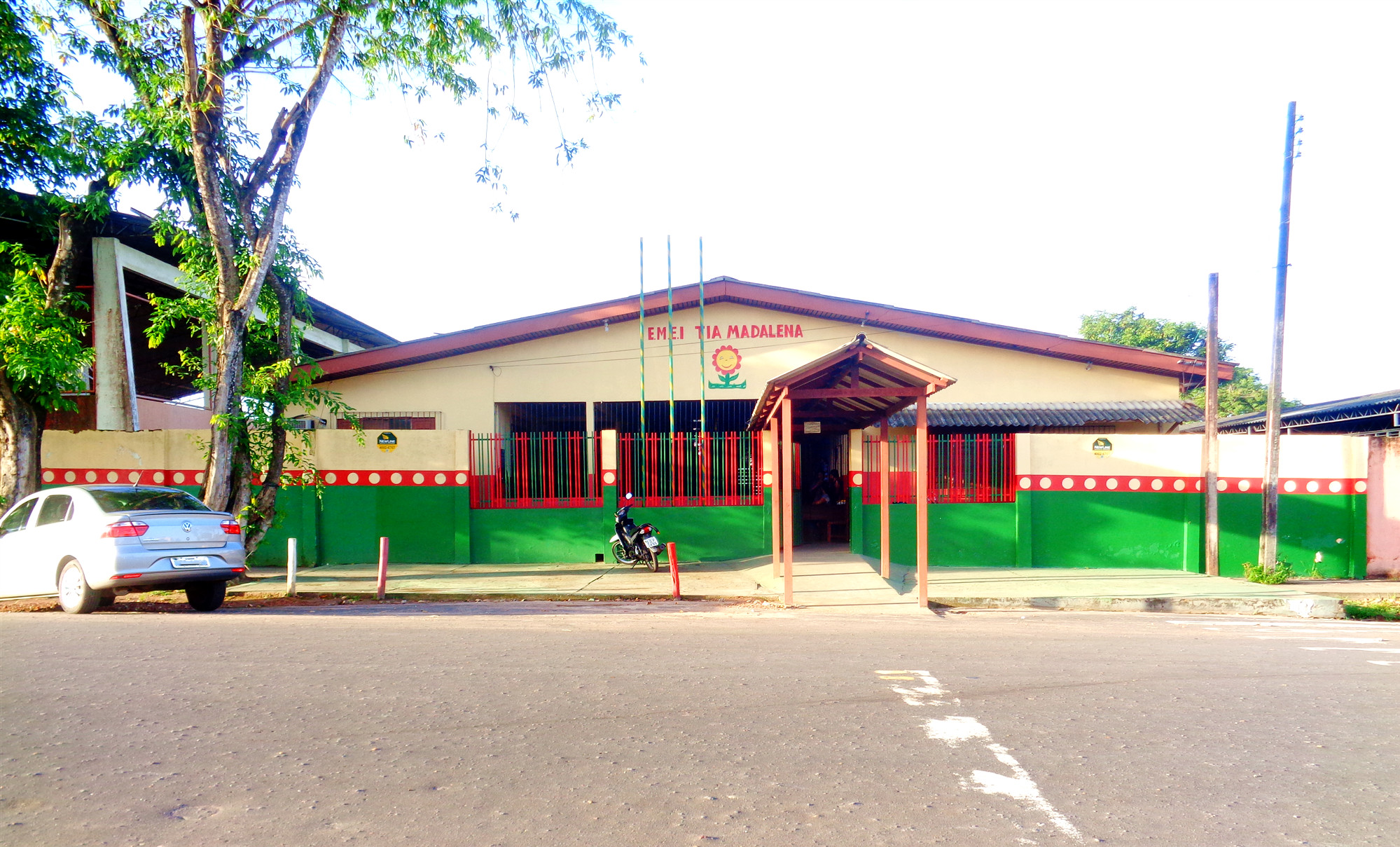
Escola Tia Madalena em 2018.

Esta é uma lista de instituições de ensino de Macapá, capital do estado do Amapá, na Região Norte do Brasil, sendo o 51° município mais populoso do Brasil e o quinto mais populoso da Região Norte, com estimativa de 522.357 habitantes (IBGE/2020).
Macapá possui 17 escolas de educação infantil, ou seja, atendendo turmas de creche e pré-escola, todas elas são de competência municipal. Entre estas, as escolas que possui mais funcionários são a Escola Municipal de Educaçção Infantil AEIOU, a Escola Municipal de Educaçção Infantil Mundo da Criança e a Escola Municipal de Educaçção Infantil Pequeno Príncipe com 19 funcionarios. Dentre a escola que possui mais estudantes matriculados é a Escola Municipal de Educação Infantil Tia Madalena, bairro Beirol, que atende a 625 estudantes, de acordo com o último Censo Escolar, realizado em 2020. A cidade se destaca no ensino infantil, pela inauguração da Eco Creche Tio João, localizada no bairro das Pedrinhas, é a primeira instituição de ensino neste formato no Amapá e nas regiões Norte e Nordeste, e a terceira no Brasil, atrás apenas da Creche Hassis, em Florianópolis, e a Escola Municipal de Educação Infantil Porto Alegre, em Porto Alegre.

## Lista

### Ensino Infantil
Esta é a lista de escolas de Macapá que possuem turmas de educação infantil, ou seja, alunos de creche ou pré escola. Os dados de funcionários e estudantes estão de acordo com o Censo Escolar do ano de 2020. Naquele momento, até então ainda não havia sido concluída a construção da Creche Tio Markel, localizada no bairro Novo Horizonte, e a Creche Tia Eliana Azevedo, ambos inaugurados em 28 de dezembro de 2020, tendo o primeiro a capacidade para receber 150 e o segundo 376 crianças., bem como a Eco Creche Tio João, inaugurada em 28 de novembro de 2019, com capacidade para receber 400 crianças.
| Legenda | Legenda    |
| ------- | ---------- |
| CR      | Creche     |
| PE      | Pré escola |

| Nome                                 | Séries | Séries | Bairro              | Competência | Funcionários | Estudantes | Site | Ref    |
| Nome                                 | CR     | PE     | Bairro              | Competência | Funcionários | Estudantes | Site | Ref    |
| ------------------------------------ | ------ | ------ | ------------------- | ----------- | ------------ | ---------- | ---- | ------ |
| Aeiou                                | Não    | Sim    | Jardim Felicidade I | Municipal   | 19           | 333        |      | [ 8 ]  |
| Ana Cristina Ramos Brito             | Sim    | Sim    | Perpétuo Socorro    | Municipal   | 16           | 462        |      | [ 9 ]  |
| Ana Luiza Moraes                     | Não    | Sim    | Novo Buritizal      | Municipal   | 18           | 414        |      | [ 10 ] |
| Cantinho de Amor                     | Não    | Sim    | Perpétuo Socorro    | Municipal   | 16           | 436        |      | [ 11 ] |
| Eliane Azevedo                       | Sim    | Sim    | Macapaba            | Municipal   |              | 475        |      | [ 12 ] |
| Meu Pé de Laranja Lima               | Não    | Sim    | Central             | Municipal   | 15           | 533        |      | [ 13 ] |
| Janice Melo Palmeirim                | Não    | Sim    | Fazendinha          | Municipal   | 15           | 245        |      | [ 14 ] |
| Moranguinho                          | Não    | Sim    | Buritizal           | Municipal   | 18           | 446        |      | [ 15 ] |
| Mundo da Criança                     | Sim    | Sim    | Pacoval             | Municipal   | 19           | 582        |      | [ 16 ] |
| Pequeno Príncipe                     | Não    | Sim    | Central             | Municipal   | 19           | 389        |      | [ 17 ] |
| Prof.ª Eloana Cristina Lina da Silva | Não    | Sim    | Novo Horizonte      | Municipal   | 12           | 332        |      | [ 18 ] |
| Prof.ª Nilda da Rocha Portal         | Não    | Sim    | Buritizal           | Municipal   | 9            | 375        |      | [ 19 ] |
| Sementinha                           | Não    | Sim    | Jesus de Nazaré     | Municipal   | 13           | 137        |      | [ 20 ] |
| Tia Chiquinha                        | Sim    | Sim    | Jardim Açucena      | Municipal   | 12           | 200        |      | [ 21 ] |
| Tia Madalena                         | Sim    | Sim    | Beirol              | Municipal   | 15           | 625        |      | [ 22 ] |
| Tio João                             | Sim    | Sim    | Pedrinhas           | Municipal   |              | 353        |      | [ 23 ] |
| Tio Markel                           | Sim    | Sim    | Novo Horizonte      | Municipal   |              |            |      |        |
| Tio Soró                             | Sim    | Não    | Fazendinha          | Municipal   |              | 223        |      | [ 24 ] |

### Ensino Fundamental e Médio

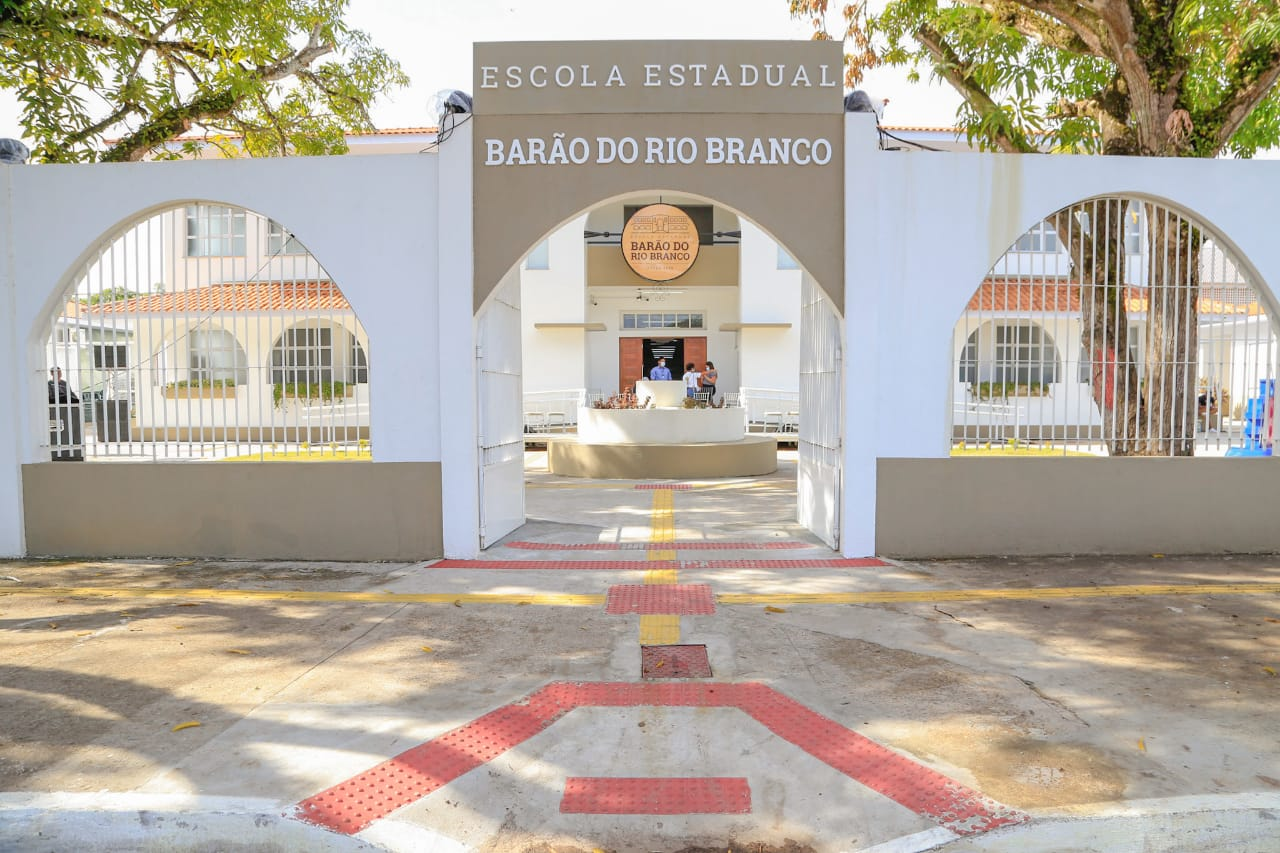
Escola Barão do Rio Branco

Esta é a lista de escolas de Macapá que possuem, ao menos, turmas de ensino fundamental. Estas instituições de ensino, por sua vez, podem abranger os níveis creche, pré-escola, séries iniciais do ensino fundamental (1º ao 5º ano), séries finais do ensino fundamental (6º ao 9º ano), ensino médio e EJA.
| Legenda | Legenda                                       |
| ------- | --------------------------------------------- |
| CR      | Creche                                        |
| PE      | Pré escola                                    |
| SI      | Séries iniciais do Ensino Fundamental (1º-5º) |
| SF      | Séries finais do Ensino Fundamental (6º-9º)   |
| EM      | Ensino Médio                                  |
| EJA     | Educação de Jovens e Adultos                  |

| Nome                                       | Séries | Séries | Séries | Séries | Séries | Séries | Bairro               | Competência | Funcionários | Estudantes | Site | Ref    |
| Nome                                       | CR     | PE     | SI     | SF     | EM     | EJA    | Bairro               | Competência | Funcionários | Estudantes | Site | Ref    |
| ------------------------------------------ | ------ | ------ | ------ | ------ | ------ | ------ | -------------------- | ----------- | ------------ | ---------- | ---- | ------ |
| Adventista                                 | Não    | Sim    | Sim    | Sim    | Sim    | Não    | Jesus de Nazaré      | Privada     | 23           | 554        | site | [ 25 ] |
| Amapá                                      | Não    | Não    | Sim    | Não    | Não    | Não    | Trem                 | Municipal   | 57           | 538        |      | [ 26 ] |
| Andre Neves Rosa                           | Não    | Não    | Sim    | Sim    | Não    | Não    | Tracajuba            | Estadual    | 2            | 22         |      | [ 27 ] |
| Antonio Barbosa                            | Não    | Não    | Sim    | Não    | Não    | Não    | Santa Inês           | Municipal   | 19           | 288        |      | [ 28 ] |
| Antônio Cordeiro Pontes                    | Não    | Não    | Não    | Sim    | Sim    | Não    | Central              | Estadual    | 52           | 1.109      |      | [ 29 ] |
| Antonio Oliveira Santos                    | Sim    | Sim    | Sim    | Não    | Não    | Sim    | Beirol               | Privada     | 29           | 1.007      | site | [ 30 ] |
| Aracy Nascimento                           | Não    | Não    | Sim    | Não    | Não    | Não    | Santa Rita           | Municipal   | 21           | 615        |      | [ 31 ] |
| Augusto dos Anjos                          | Não    | Não    | Não    | Sim    | Sim    | Não    | Pacoval              | Estadual    | 27           | 1.059      |      | [ 32 ] |
| Benedita Neves Tavares                     | Não    | Sim    | Sim    | Não    | Não    | Não    | Pacuí                | Municipal   | 4            | 41         |      | [ 33 ] |
| Bosque do Amapá                            | Não    | Não    | Não    | Sim    | Sim    | Sim    | Vila Progresso       | Estadual    | 22           | 552        |      | [ 34 ] |
| Cacilda Ferreira Vasconcelos               | Não    | Não    | Sim    | Não    | Não    | Não    | Fazendinha           | Municipal   | 22           | 299        |      | [ 35 ] |
| Caetano Dias Tomaz                         | Não    | Sim    | Sim    | Não    | Não    | Sim    | Fazendinha           | Municipal   | 22           | 504        |      | [ 36 ] |
| Campina de São Benedito                    | Não    | Sim    | Sim    | Não    | Não    | Não    | Pacuí                | Municipal   | 2            | 23         |      | [ 37 ] |
| Campina Grande                             | Não    | Sim    | Sim    | Não    | Não    | Sim    | Pacuí                | Municipal   |              |            |      | [ 38 ] |
| Carapanatuba                               | Não    | Não    | Sim    | Sim    | Sim    | Não    | Carapanatuba         | Estadual    | 6            | 138        |      | [ 39 ] |
| Cecília Pinto                              | Não    | Não    | Não    | Sim    | Sim    | Não    | Muca                 | Estadual    | 85           | 939        |      | [ 40 ] |
| Centro de Educação do Amapá                | Não    | Sim    | Sim    | Sim    | Sim    | Não    | Central              | Privada     | 7            | 396        |      | [ 41 ] |
| Colégio Amapaense                          | Não    | Não    | Não    | Não    | Sim    | Não    | Central              | Estadual    | 37           | 270        |      | [ 42 ] |
| Conexão Aquarela                           | Sim    | Sim    | Sim    | Sim    | Sim    | Não    | Buritizal            | Privada     | 63           | 1.144      | site | [ 43 ] |
| Daniel de Carvalho                         | Não    | Não    | Não    | Sim    | Sim    | Sim    | Pedreira             | Estadual    | 11           | 282        |      | [ 44 ] |
| Deusolina Salles Farias                    | Não    | Não    | Não    | Sim    | Sim    | Sim    | Pacoval              | Estadual    | 53           | 967        |      | [ 45 ] |
| Dr. Alexandre Vaz Tavares                  | Não    | Não    | Não    | Não    | Sim    | Não    | Trem                 | Estadual    | 67           | 270        |      | [ 46 ] |
| Equipe                                     | Sim    | Sim    | Sim    | Sim    | Sim    | Não    | Jesus de Nazaré      | Privada     | 13           | 354        |      | [ 47 ] |
| Erídio Rocha da Conceição                  | Não    | Sim    | Sim    | Não    | Não    | Não    | Pacuí                | Municipal   | 7            | 68         |      | [ 48 ] |
| Estação                                    | Sim    | Sim    | Sim    | Sim    | Sim    | Não    | Novo Buritizal       | Privada     | 28           | 444        | site | [ 49 ] |
| Expansivo                                  | Sim    | Sim    | Sim    | Sim    | Sim    | Não    | Cabralzinho          | Privada     | 24           | 259        | site | [ 50 ] |
| Familia Agricola do Pacuí                  | Não    | Não    | Não    | Não    | Sim    | Não    | Pacuí                | Privada     | 18           | 24         |      | [ 51 ] |
| General Azevedo Costa                      | Não    | Não    | Não    | Sim    | Sim    | Sim    | Laguinho             | Estadual    | 49           | 650        |      | [ 52 ] |
| Gonçalves Dias                             | Não    | Não    | Sim    | Sim    | Sim    | Não    | Buritizal            | Estadual    | 29           | 1.020      |      | [ 53 ] |
| Intergenius                                | Sim    | Sim    | Sim    | Sim    | Sim    | Não    | Laguinho             | Privada     | 36           | 591        | site | [ 54 ] |
| José do Patrocínio                         | Não    | Não    | Não    | Sim    | Sim    | Sim    | Fazendinha           | Estadual    | 49           | 748        |      | [ 55 ] |
| Julio Gonçalves da Costa                   | Não    | Não    | Não    | Sim    | Sim    | Sim    | Central              | Estadual    | 14           | 215        |      | [ 56 ] |
| Liberdade                                  |        |        |        |        |        |        | Pacuí                | Municipal   |              |            |      |        |
| Maria do Carmo Viana dos Anjos             | Não    | Não    | Não    | Sim    | Sim    | Não    | Jardim Felicidade II | Estadual    | 50           | 297        |      | [ 57 ] |
| Maria Eugênia                              |        |        |        |        |        |        | Pacuí                | Municipal   |              |            |      |        |
| Maria Ivone de Menezes                     | Não    | Não    | Não    | Sim    | Sim    | Não    | Cidade Nova          | Estadual    | 25           | 811        |      | [ 58 ] |
| Maria Neusa Carmo de Sousa                 | Não    | Não    | Não    | Sim    | Sim    | Sim    | Jardim Felicidade    | Estadual    | 5            | 743        |      | [ 59 ] |
| Mario Quirino da Silva                     | Não    | Não    | Não    | Sim    | Sim    | Sim    | Novo Buritizal       | Estadual    | 63           | 907        |      | [ 60 ] |
| Meta                                       | Sim    | Sim    | Sim    | Sim    | Sim    | Não    | Jesus de Nazaré      | Privada     | 32           | 602        | site | [ 61 ] |
| Moderno                                    | Sim    | Sim    | Sim    | Sim    | Sim    | Não    | Trem                 | Privada     | 59           | 948        | site | [ 62 ] |
| Nucleo de Educacao Integrada               | Sim    | Sim    | Sim    | Sim    | Sim    | Não    | Jardim Equatorial    | Privada     | 17           | 518        |      | [ 63 ] |
| Podium                                     | Não    | Não    | Sim    | Sim    | Sim    | Não    | Laguinho             | Privada     | 23           | 166        | site | [ 64 ] |
| Prof. Antonio Messias Gonçalves da Silva   | Não    | Não    | Não    | Sim    | Sim    | Não    | Zerão                | Estadual    | 55           | 1.012      |      | [ 65 ] |
| Prof. Antonio Munhoz Lopes                 | Não    | Não    | Não    | Sim    | Sim    | Sim    | Macapaba             | Estadual    | 74           | 1.367      |      | [ 66 ] |
| Prof.ª Benigna Moreira Sousa               | Não    | Não    | Não    | Sim    | Sim    | Sim    | Novo Buritizal       | Estadual    | 53           | 667        |      | [ 67 ] |
| Prof.ª Esther da Silva Virgolino           | Não    | Não    | Não    | Não    | Sim    | Sim    | São Lázaro           | Estadual    | 25           | 158        |      | [ 68 ] |
| Prof. Gabriel de Almeida Café              | Não    | Não    | Não    | Não    | Sim    | Sim    | Central              | Estadual    | 81           | 2.266      |      | [ 69 ] |
| Prof.ª Jacinta Maria Rodrigues de Carvalho | Não    | Não    | Não    | Sim    | Sim    | Sim    | Fazendinha           | Estadual    | 38           | 753        |      | [ 70 ] |
| Prof. Joaquim Manoel de Jesus Picanço      | Não    | Não    | Não    | Sim    | Sim    | Não    | Ambé                 | Estadual    | 2            | 48         |      | [ 71 ] |
| Prof. José Firmo do Nascimento             | Não    | Não    | Não    | Não    | Sim    | Não    | Trem                 | Estadual    | 32           | 182        |      | [ 72 ] |
| Prof.ª Lucimar Amoras del Castillo         | Não    | Não    | Não    | Sim    | Sim    | Sim    | Santa Rita           | Estadual    | 17           | 212        |      | [ 73 ] |
| Prof.º Maria Carmelita do Carmo            | Não    | Não    | Não    | Não    | Sim    | Não    | Buritizal            | Estadual    | 60           | 364        |      | [ 74 ] |
| Profª. Maria Cavalcante de Azevedo Picanco | Não    | Não    | Não    | Sim    | Sim    | Sim    | Brasil Novo          | Estadual    | 34           | 989        |      | [ 75 ] |
| Prof.ª Nair Cordeiro Marques               | Não    | Não    | Sim    | Sim    | Sim    | Não    | Livramento           | Estadual    | 2            | 74         |      | [ 76 ] |
| Prof.ª Nanci Nina Costa                    | Não    | Não    | Não    | Sim    | Sim    | Sim    | Zerão                | Estadual    | 52           | 1.273      |      | [ 77 ] |
| Prof Nilton Balieiro Machado               | Não    | Não    | Não    | Sim    | Sim    | Sim    | Marabaixo            | Estadual    | 45           | 1.210      |      | [ 78 ] |
| Prof. Raimunda Virgolino                   | Não    | Não    | Não    | Não    | Sim    | Não    | Pedrinhas            | Estadual    | 19           | 190        |      | [ 79 ] |
| Prof.ª Risalva Freitas do Amaral           | Não    | Não    | Não    | Sim    | Sim    | Sim    | Pantanal             | Estadual    | 57           | 823        |      | [ 80 ] |
| Raimunda dos Passos Santos                 | Não    | Não    | Não    | Sim    | Sim    | Sim    | Novo Horizonte       | Estadual    | 43           | 862        |      | [ 81 ] |
| Raimunda Lima Guedes                       | Não    | Não    | Sim    | Não    | Não    | Não    | Marabaixo            | Municipal   | 16           | 628        |      | [ 82 ] |
| Rivanda Nazaré da Silva Guimaraes          | Não    | Não    | Não    | Sim    | Sim    | Sim    | Novo Horizonte       | Estadual    | 44           | 1.105      |      | [ 83 ] |
| Roraima                                    | Não    | Não    | Sim    | Não    | Não    | Não    | Buritizal            | Municipal   | 28           | 487        |      | [ 84 ] |
| Santa Bartolomea Capitanio                 | Sim    | Sim    | Sim    | Sim    | Sim    | Não    | Central              | Privada     | 51           | 494        | site | [ 85 ] |
| Santa Luzia                                |        |        |        |        |        |        | Pacuí                | Municipal   |              |            |      |        |
| Sebastiana Lenir de Almeida                | Não    | Não    | Não    | Sim    | Sim    | Sim    | Buritizal            | Estadual    | 39           | 771        |      | [ 86 ] |
| Sucesso                                    | Sim    | Sim    | Sim    | Sim    | Sim    | Não    | Jardim Felicidade    | Privada     | 16           | 357        | site | [ 87 ] |
| Tiradentes                                 | Não    | Não    | Não    | Não    | Sim    | Não    | Santa Rita           | Estadual    | 30           | 376        |      | [ 88 ] |
| Visconde de Mauá                           | Não    | Sim    | Sim    | Sim    | Sim    | Sim    | Trem                 | Privada     | 42           | 1.216      | site | [ 89 ] |

### Ensino superior
Esta lista engloba as instituições de ensino superior da cidade de Erechim, as quais apresentam ao menos um curso de graduação disponível. Como o Censo Escolar não abrange o ensino superior, não é possível traçar o número de funcionários e estudantes que cada instituição atende.
| Nome                                   | Sigla      | Modelo               | Bairro          | Competência | Site | Ref    |                                 |            |                      |        |         |      |        |
| -------------------------------------- | ---------- | -------------------- | --------------- | ----------- | ---- | ------ | ------------------------------- | ---------- | -------------------- | ------ | ------- | ---- | ------ |
| Nome                                   | Sigla      | Modelo               | Bairro          | Competência | Site | Ref    | Centro Universitário de Maringá | UNICESUMAR | Centro Universitário | Centro | Privada | site | [ 90 ] |
| Centro Universitário Leonardo Da Vinci | UNIASSELVI | Centro Universitário | Jesus de Nazaré | Privada     | site |        |                                 |            |                      |        |         |      |        |
| Faculdade Educacional da Lapa          | FAEL       | Faculdade            | Fátima          | Privada     | site | [ 91 ] |                                 |            |                      |        |         |      |        |
| Instituto Federal do Amapá             | IFAP       | Instituto Federal    | Brasil Novo     | Federal     | site | [ 92 ] |                                 |            |                      |        |         |      |        |
| Universidade Anhanguera                |            | Universidade         | Cabralzinho     | Privada     | site |        |                                 |            |                      |        |         |      |        |
| Universidade Estadual do Amapá         | UEAP       | Universidade         | Centro          | Estadual    | site | [ 93 ] |                                 |            |                      |        |         |      |        |
| Universidade Federal do Amapá          | UNIFAP     | Universidade         | Universidade    | Federal     | site | [ 94 ] |                                 |            |                      |        |         |      |        |
| Universidade do Norte do Paraná        | UNOPAR     | Universidade         | Pacoval         | Privada     | site |        |                                 |            |                      |        |         |      |        |